# De Fructibus et Seminibus Plantarum
De Fructibus et Seminibus Plantarum, conosciuto anche con la sua abbreviazione botanica standard Fruct. Sem. Pl., è un importante trattato di botanica in latino, opera in tre volumi di Joseph Gaertner.

## Genesi dell'opera
Il primo volume fu dato alle stampe nel dicembre 1788. Il secondo fu pubblicato in quattro parti, rispettivamente nel 1790, 1791, 1791 e 1792. Un terzo e conclusivo volume fu pubblicato postumo da suo figlio Carl Friedrich von Gaertner negli anni dal 1805 al 1807.
L'ultimo volume è conosciuto anche come Supplementum Carpologicae, abbreviato in Suppl. Carp.
La maggior parte delle illustrazioni dell'opera furono realizzate da Johann Georg Sturm (1742-1793).

## Contenuti
Il De Fructibus era basato su campioni di oltre un migliaio di generi tassonomici, compresi campioni provenienti dall'Australia e dal Pacifico della collezione di Sir Joseph Banks, e campioni botanici sudafricani provenienti dalla collezione di Carl Peter Thunberg.
Era essenzialmente uno studio dei frutti e dei semi, ma la classificazione botanica soggiacente all'opera era notevole per l'epoca. L'educatore Julius Sachs definì epocale la portata culturale e scientifica dell'opera nella storia della botanica: «la grande opera [di Gaertner] era, al contempo, una fonte inesauribile di singoli fatti ben accertati, e una guida alla morfologia degli organi della fruttificazione e alla sua applicazione nella sistematica botanica [...] L'intera teoria dei fiori fu così posta su più solide basi [...] La teoria dei semi di Gärtner è uno dei più preziosi contributi alla scienza [...] La sua visione superava in chiarezza e coerenza tutto ciò che era stato insegnato in materia fino ad allora».